# Cicurina placida
Cicurina placida es una especie de araña araneomorfa del género Cicurina, familia Hahniidae. Fue descrita científicamente por Banks en 1892.
Habita en los Estados Unidos.